# 日本労働者協同組合(ワーカーズコープ)連合会
日本労働者協同組合(ワーカーズコープ)連合会センター事業団（にほんろうどうしゃきょうどうくみあい(ワーカーズコープ)れんごうかいせんたーじぎょうだん）は、日本における労働者協同組合の全国組織の一つ。
東京都豊島区東池袋に本部を置く。

## 概要
1971年に中高年者を主とした失業対策の一環として兵庫県西宮市に「高齢者事業団」が誕生し、それをきっかけに全国の失業者の仕事づくりを目指すための事業団が続々と誕生。1979年に当団体の前身組織である「中高年雇用福祉事業団全国協議会」が作られた。
そして、1983年にイタリアで、現地の労働者協同組合の実情を調査・取材。1986年に「労働者協同組合」組織の確立を果たす。これをきっかけに主に物流を中心とした提携事業が進むようになる。
1991年、労協の協同総合研究所が発足すると、国際協同組合同盟(ICA)が主催する「労働者協同組合委員会」(CICOPA)の世界的な会議参加をきっかけに国際的な協同組合としての活動が活発に。そして1992年ICA東京大会で日本で11組織目となるICA参加が決定。それと同時に「労協」としての「新7つの原則」を確立。1995年には阪神・淡路大震災の復興作業で、NPOや市民ボランティア活動との連携を図るようになり、「地域の活性化と仕事おこし」をテーマにした市民事業と高齢者協同組合作りが本格的にスタート。1998年に「労働者協同組合法」制定へ向けた運動推進本部が立ち上がる。
2000年に介護保険制度が導入されると、「ワーカーズコープ」形式の地域福祉事業所作りを進めるための訪問介護員（介護ヘルパー）資格取得講座が盛んに開催されるようになり、この講座の修了生を中心にした事業所も作られるようになった。
2002年、「協同労働の協同組合」の新原則が労協全国総会・第23回大会で定められ、高齢者協同組合の連合会が発足。2003年には厚生労働省の「雇用創出企画会議・第1次報告書」で労協が雇用創出の柱の一つに定められた。さらに2007年からは、「協同組合法」の法制化実現へ向けた請願署名が本格化した。2008年に「協同出資・協同経営で働く協同組合法を考える議員連盟」が発足し、超党派で議員立法へ向けた運動が進められるようになった。2009年、再生可能エネルギー事業に参入。2011年、東日本大震災を機に、宮城県仙台市に東北復興本部を開設し、被災地支援を行った。その際の取組みが2018年、一般社団法人日本社会連帯機構、日本労働者協同組合（ワーカーズコープ）連合会の配給で映画化された。（映画「Workers 被災地に起つ」）2015年、全国で子ども食堂の取組みが広がり、各地で地域への支援を行う。2020年12月4日、国会で労働者協同組合法が可決・成立した。同法は2022年10月1日に施行された。この法律の成立をうけ、特定非営利活動法人ワーカーズコープは2022年11月21日、2023年4月1日に商号を労働者協同組合とする旨を決定、名称を労働者協同組合ワーカーズコープ・センター事業団に変更し、2024年に企業組合労協センター事業団も商号を労働者協同組合へ変更した。

## 事業

### 出資
労働者協同組合では、出資・運営・労働を三位一体で組合員が担い合い運営を行っている。組合員が出し合った出資金が事業の元手となっており、銀行等金融機関からの借金をせずに経営をしている。2020年12月に国会で可決された労働者協同組合法では組合員の出資が義務付けられた。「協同労働の協同組合」の出資は、営利企業とは異なり、投資ではなく、組合の必要な資本を共同して形成するためとされている。そのため、制度として元本保証はない。

### 社会連帯経営
協同・連帯しながら地域を再生・発展させるための経営目標として、組合員だけにとどまらない地域課題に取り組み関わっていく上で「協同労働の協同組合の原則」を掲げている。

### 協同労働の協同組合
次の3つの協同に重点を置き、利用者や地域との連帯に取り組んでいる。これを通じ、1）新しい福祉社会の創造・持続可能な人中心の社会、まちづくり、2）労働の人間化-よい仕事と協同労働を通じた創造的な仕事の創出を目指している。
働く者同士の協同
組合員は、組合員内で資金（出資金）を出し合い組織を共同で共有し、事業経営や組織運営に参加し、かつ労働・仕事を創出することに携わる。
利用者との協同
サービスを利用者と提供者に分かれるのではなく、利用者も参加し協同して仕事の質を高めること。
地域との協同
協同組合そのものが、地域住民や利用者の参加を得ながら地域経済の持続可能な発展と、人間らしい生活の創造を通じた社会的・公共的な役割を担う。

### 事業領域
地域で持続可能な循環型地域づくりに取り組む。
- 子育て支援事業
こどもを中心としたまちづくりを目指し、全国で約400カ所を超える現場で子育て関連事業を運営している。保育園、子育て広場、学童クラブ、児童館、放課後等デイサービス等。
- 障がい者支援事業
障害者総合支援法に係る事業全般。農福連携への取組みとして、地域の若者を中心とした休耕地活用、地域伝統野菜の栽培、販売などにも取り組んでいる。また、食品加工などにも取り組んでいる。
- 高齢者関連事業
介護保険事業や高齢者の居場所づくり、生活支援サービス、高齢者向け配食事業、高齢者住まい確保事業等。
- 若者自立支援事業
若者の自立・就労支援。「地域若者サポートステーション」の運営他。
- 生活困窮者自立支援事業
生活困窮者自立支援法に係る事業全般。
- 協同労働プラットフォーム事業（広島市）
- 建物総合管理事業
病院や公共施設などの清掃業務、施設管理。
- 物流事業
1985年から継続している事業のひとつ。
- 公共施設関連事業
自治体の指定管理者としての施設運営。高齢者から子育て家庭まで、「つどい」・「つながれる」場としての活動を行っている。
- 食・農・林関連事業
地域の休耕地を活用した農作業、里山保全のための林業関連事業。2015年の労協連総会において、「循環型産業推進モデル地域」を選定し、協同労働の持続可能な事業モデルとしての取り組みを始めた。その事業所では、野菜・果樹栽培、稲作、養蜂、養鶏に取り組んでおり、何らかの障がいや困難（生活困窮、引きこもり等）を抱えた人たちの就労や就労体験を組み入れた「農福連携」を実践している[3]。
- 再生エネルギー・環境型事業
地域から出る廃用油を回収し、バイオディーゼル燃料（BDF）を精製している。バスや農機具などに使用されている。近年は再生可能エネルギーへの切り替えにも取り組んでおり、屋根にソーラーパネルを載せて売電や自家消費で運営にも役立てている。その他、農事業に取り組むところではコンポスト導入、エシカルをコンセプトにした店舗運営、竹林整備で出た竹材の製品販売等。2023年アースデイ東京に「ワーカーズコープビレッジ」を出展した。

### 商品
食に係る事業を展開している事業所では、弁当、豆腐やみそ等の加工食品をはじめ菓子や果物を販売している。また、農福連携の一環で就労継続支援B型事業所の活動に農作業を取り入れ運営する事業所では、遊休農地を活用し野菜を栽培する取組みを行っており、そこで収穫された野菜を他の事業所で弁当に加工し販売したり、地域で販売する活動を行っている。埼玉県深谷市にある深谷とうふ工房では、遊休農地を活用し在来大豆を用いて製造された豆腐、みそがふるさと納税の返礼品に採用されている。
　清掃に関わる事業を展開している事業所では、福祉施設や医療機関の清掃に用いる次亜塩素酸水希釈液（商品名呼称が度々変更されている：「ハセッパー水」「アクア水」現在は「クリーンキラーエース」）や強アルカリ電解水（商品名：わしらの洗浄水）を用いた事業を展開し、事業所で製造販売を行っている。

### 協同労働の協同組合の原則
協同の労働・経営・運動のための指針として次を掲げている。「協同労働の協同組合の原則」は2015年6月27日日本労働者協同組合（ワーカーズコープ）連合会第36回定期全国総会で採択された。宣言と原則の７項目から構成されている。

宣言
私たちは、発見した。
雇われるのではなく、主体者として、
協同・連帯して働く
「協同労働」という世界。
一人ひとりが主人公となる事業体をつくり、
生活と地域の必要・困難を、働くことにつなげ、
みんなで出資し、民主的に経営し、責任を分かち合う。
そんな新しい働き方だ。
私たちは、知った。
話し合いを深めれば深めるほど、
切実に求められる仕事をおこせばおこすほど、
労働が自由で創造的な活動になればなるほど、
人間は人間らしく成長・発達できる、ということを。
私たちは、直面している。
人間、労働、地域、自然の限りなき破壊に。
だからこそ、つくり出したい。
貧困と差別、社会的排除を生まない世界を。
だれもがこころよく働くことができる完全就労社会を。
あたたかな心を通い合わせられる、
平和で豊かな、夢を希望の持てる新しい福祉社会を。
私たちは宣言する。
「失業・貧乏・戦争をなくす」という先人たちの誓いと、
「相互扶助」「自治と連帯」「公平と公正」という
国際的な協同組合運動の精神を引き継ぎ、
協同労働を基礎にした社会連帯の運動を大きく広げ、
市民自身が地域の主体者・当事者となる、
自立と協同の新しい時代を
いま、ここに、共に、切り拓（ひら）くことを。

原則（※細則割愛）
- 第一原則　仕事をおこし、よい仕事を発展させます
- 第二原則　自立・協同・連帯の文化を職場と地域に広げます
- 第三原則　職場と地域の自治力を高め、社会連帯経営を発展させます
- 第四原則　持続可能な経営を発展させます
- 第五原則　人と自然が共生する豊かな地域経済を作り出します
- 第六原則　全国連帯を強め、「協同と連帯」のネットワークを広げます
- 第七原則　世界の人びととの連帯を強め、「共生と協同」の社会を目指します

## 活動

### 日本
組合に加入すると、仕事だけではない地域の社会的な課題について主に4つの活動（1.市民による仕事おこし、まちづくり支援、2.尊厳ある労働の獲得、3.様々な社会問題への関与と会員の社会連帯活動の支援、4.国際連帯活動）への取組みを進めていくことができる。近年は子ども食堂の開催や、高齢者向け配食の取組みが活発に行われている。

被災地支援活動
　2011年の東日本大震災、2024年の能登半島沖地震が発災した際に、被災地支援活動を行っている。東日本大震災時は、支援にあたる組合員の様子を記録し、映画化した。

協同総合福祉拠点
　地域活動を通じて仕事やつながりを生み出す活動拠点を「みんなのおうち」と呼称し、仲間づくり、居場所づくりの地域活動に取り組んでいる。就労継続支援B型事業所による農福連携、生活困窮者自立支援制度・学童クラブ事業から派生した子ども食堂やフードパントリー、失業者救済のための現職員による職業訓練の実施、介護事業から孤食が問題視され高齢者向け配食が立ち上げられた事例などがある。

在日外国人支援
　愛知県豊田市保見地区で、2008年のリーマン・ショックをきっかけに外国人労働者が失業した際、愛知高齢協がその失業者を対象にヘルパー2級講座を実施した。合計102名が修了し、高齢の外国人や子どもも多く居住していたことから、その修了者が日本語、ポルトガル語他多言語が用いられる介護事業所（愛知県高齢者生活協同組合ケアセンターほみ）を立ち上げた事例がある。

### 海外
・古くからCICOPA（ICA生産者協同組合委員会）をはじめイタリア、スペイン協同組合、CECOP（欧州労働者協同組合）、AARP（全米退職者協会）等と交流があり、ILO（国際労働機関）総会にも参加実績がある。1997年5月、日韓労協交流強化の共同宣言が発せられた。その他、日本労働者協同組合連合会総会には、度々海外からの来賓が参加している。
・日本のワーカーズコープ連合会と韓国地域自活センター協会は2014年に開催した「全国協同集会in福岡」で「包括的協同協定」を締結し、日韓の地域課題解決に向けた連携を行っている。韓国の労働者協同組合は、労働者主体の協同組合として、さまざまな分野で活躍している。
・2021年12月、ICA（国際協同組合同盟）の第33回大会において、CICOPA－AP（産業労働者・熟練工業者・サービス生産者協同組合国際機構 アジア・太平洋地域）が設立され、インド・インドネシア・中国・イラン・韓国・フィリピン・日本の7か国の組織が加盟した。同日の記念イベントを日本労協連とCICOPAが共催した。

## 組織
センター事業団（人格なき社団:2024年9月現在）、労働者協同組合ワーカーズコープ・センター事業団、労働者協同組合労協センター事業団の活動は、各事業本部で集約されている。
センター事業団
- 本部（所在地：東京都豊島区）
- 北海道事業本部　（所在地：北海道札幌市）
- 北東北事業本部（所在地：岩手県盛岡市）
- 南東北事業本部（所在地：宮城県仙台市）
- 北関東事業本部（所在地：栃木県）
- 埼玉事業本部（所在地：埼玉県）
- 東関東事業本部（所在地：千葉県）
- 東京統括本部
  - 東京北部事業本部（所在地：東京都豊島区）
  - 東京東部事業本部（所在地：東京都足立区）
  - 東京中央事業本部（所在地：東京都新宿区）
  - 東京南部事業本部（所在地：東京都大田区）
  - 東京三多摩山梨事業本部（所在地：東京都八王子市）
- 神奈川事業本部（所在地：神奈川県）
- 東海事業本部（所在地：愛知県）
- 北陸信越事業本部（所在地：新潟県）
- 京滋事業本部（所在地：滋賀県）
- 関西事業本部（西日本本部）（所在地：京都府）
- 山陽事業本部（所在地：岡山県）
- 山陰事業本部（所在地：島根県）
- 四国開発本部　（所在地：愛媛県）
- 九州沖縄事業本部・沖縄開発室（所在地：福岡県）

地域労協・事業団
- 北海道労働者協同組合
- 企業組合 とちぎ労働福祉事業団
- ワーカーズコープちば
- NPO法人東京高齢者就労福祉事業団
- 企業組合 労協ながの
- 企業組合 三重中高年雇用福祉事業団
- 企業組合 神戸労協
- 企業組合 はんしんワーカーズコープ
- 企業組合 ワーカーズコープ山口
- 企業組合 北九州・遠賀・中間・中高年事業団
- 有限会社 ワーカーズコープタクシー福岡
- 企業組合 粕屋郡高齢者福祉事業団
- 大分自動車交通労働者協同組合
- 株式会社 創造集団440Hz

社会福祉法人協議会
- 社会福祉法人 なごや平和福祉会
- 社会福祉法人 三重高齢者福祉会

各種加盟組織
- NPO法人ワーカーズコープかがやき
- 地域協同組合 無茶々園

## 沿革
1971年　兵庫県西宮市で高齢者事業団誕生
　1973年　やまて企業組合（のちの企業組合センター事業団）設立
　1979年　中高年雇用・福祉事業団全国協議会結成、「じぎょうだん」新聞創刊
　1982年　千葉県流山市で直轄事業団設立
　1987年　直轄事業団と東京事業団が統合、センター事業団設立
　1992年　労働者協同組合としてICA（国際協同組合同盟）加盟
　1995年　阪神・淡路大震災の被災地で復興支援活動
　1997年　労働者協同組合を「協同労働の協同組合」と定義
　1998年　労働者協同組合法制定運動推進本部発足
　1999年　介護保険法制度開始を前に介護ヘルパー養成講座（現在の介護初任者研修）を全国展開
　2000年　「協同労働の協同組合法制化をめざす市民会議」結成
　2001年　全国の高齢者協同組合を結ぶ「高齢者生活協同組合連合会」結成
　　　　　特定非営利活動法人ワーカーズコープ設立
　2002年　第23回全国総会で、「協同労働の協同組合」の新原則確立
　2004年　労協連25周年記念国際シンポジウムをILOの協力のもと、国連大学で開催
　2005年　千葉県芝山町「若者自立塾」を受託・若者自立支援事業開始
　2008年　「障がい者就労支援コーディネーター養成講座」、「認知症サポーター養成講座」を開講
　　　　　　武蔵野台児童館が炊き出し実施
　　　　　　地域連携型コミュニティ支援事業に向け、東京農工大と共同研究
　2009年　連合会30周年、職業訓練講座の全国展開
　2011年　東日本大震災
　　　　　  第32 回全国総会でF（食）E（エネルギー）C（ケア）が自給循環するコミュニティづくりを方針化
　　　　　  東北復興本部を仙台、西日本本部を京都に開設
　2015年　生活困窮者自立支援法に基づく生活困窮者自立支援事業を全国80 の自治体で受託、事業開始
　　　　　  市民参加のフードバンク、子ども食堂が全国に広がる
　2020年　労働者協同組合法成立
　2022年　10月1日労働者協同組合法施行
　2023年　特定非営利活動法人ワーカーズコープ、労働者協同組合ワーカーズコープ・センター事業団に組織変更
　2024年　企業組合労協センター事業団、労働者協同組合労協センター事業団に商号変更

## ロゴ・キャラクター
わーこちゃん　-　東京中央事業本部の広報キャラクター。

## 関連する映画作品
- 病院で死ぬということ
- Workers
- Workers被災地に起つ
- 医師 中村哲の仕事・働くということ

## 不祥事
2023年8月、直轄事業である労働者協同組合ワーカーズコープ・センター事業が、児童館や学童クラブなどの受託事業において、新宿区、荒川区、台東区、足立区の施設で、職員数を水増しするなど虚偽報告を行っていたことがわかった。運営委託費を過大受給していた疑いがあるとして第三者調査委員会が設置された。新宿区は、児童館など10施設の管理と、学童クラブなど6事業の運営を指定管理者として委託していたが、「学童クラブの職員が不足している」との情報提供を受けて調査したところ、水増しが確認されたため、指定管理を取り消した。
同事業団は、公告にて事態を重く受け止め謝罪、適正な管理、ガバナンスの強化、コンプライアンスの徹底を図ることを約束。同年12月27日、第三者委員会より報告書が提出され、公告として公式ウェブページに掲載された。2024年4月、再発防止策進捗をウェブに掲載した。東京都内自治体との協議は継続中である。さらに2024年度は内部通報窓口の設置や研修の拡充、マネジメント体制の構築等を通じ事業分野の総点検と整備を行ったと第40回通常総代会で総括がされた。

## 関連事項
- クリーンキラーA　-　次亜塩素酸水希釈液。人体に負担が少ないとされるため除菌水として子どもや高齢者施設等の清掃に用いられる
- NEET (企業)
- 深谷とうふ工房　-　遊休農地を活用し在来大豆を用い製造したとうふを販売・提供

日本労働者協同組合（ワーカーズコープ）連合会が参加する組織
- 国際協同組合同盟（International Co-operative Alliance, ICA）
- CICOPA (International Organisation of Cooperatives in Industry and Services）
- 日本協同組合連携機構

## 関連団体
- 労働者協同組合（ワーカーズ・コープ）
- 日本労働者協同組合（ワーカーズコープ）連合会センター事業団
- 労働者協同組合労協センター事業団
- 労働者協同組合ワーカーズコープ・センター事業団
- 一般社団法人  協同総合研究所
- 一般社団法人 日本フロンティアネットワーク
- 一般社団法人 日本社会連帯機構
- 日本労協新聞
- 日本高齢者生活協同組合連合会
- 労働者福祉中央協議会
- 東京商工会議所